# Kana Watanabe
Kana Watanabe (en japonés: 渡辺華奈, Watanabe Kana) (Tokio; 21 de agosto de 1988) es una artista marcial mixta japonesa que compite en la división de peso mosca de Bellator MMA.

## Carrera como judoka
Comenzó a practicar judo a los siete años en el Rinkai Juku. En su tercer año en el Shibuya Kyoiku Gakuen Shibuya Junior High School, compitió en la categoría de 63 kg en el Torneo Nacional de Judo Junior High School, pero perdió en la tercera ronda. En su primer año en la Escuela Secundaria Shibuya Kyoiku Gakuen Shibuya, quedó quinta en el Campeonato Nacional de Escuelas Secundarias, y en su segundo año compitió en la competición Kinwashi-ki, llegando a la final junto con Nakamura Misato, un año menor que ella, pero perdió contra la Escuela Secundaria Saitama Sakae, quedando segunda. En los Campeonatos Interuniversitarios, quedó segunda en la competición individual, perdiendo en la final contra Wada Mami, alumna de tercer año del instituto Okatoyo, y tercera en la competición por equipos. En la competición por equipos de los Campeonatos Nacionales de Escuelas Secundarias, jugó bien con Nakamura y llegó a la final, pero perdió contra el instituto Sanda Shosei, quedando segunda. En su año junior, ganó el Campeonato Asiático Junior, pero quedó tercera en el Campeonato Juvenil de Japón.
En 2007 ingresó en la Universidad de Tokai, donde ganó el Campeonato Juvenil de Japón en su primer año. Cuando sus compañeras de judo Nozomi Hirai, dos años mayor que ella, le preguntaron por qué la apodaban Pato, Watanabe les hizo creer durante varios años que su verdadero nombre era medio blanco, "Kana Watanabe Patricia". En realidad, sólo la llamaban Pato porque se parecía a un loro llamado Patricia que tenía una amiga suya. En su penúltimo año, quedó quinta en la Copa Kodokan y compitió en la división de peso en su último año, pero perdió en la primera ronda contra Mie Tanaka, miembro del personal de Ryotokuji Gakuen, en el Tomoe nage. Quedó tercera en la división de peso estudiantil.
En 2011, se convirtió en miembro de JR East y obtuvo el tercer puesto en los campeonatos empresariales individuales de 2013. Luego pasó a la categoría de 57 kg de peso y contribuyó al segundo puesto del equipo en la competición por equipos Jitsugyo de 2016 contra Komatsu, derrotando al ganador de la Copa Kodokan del año anterior, Ji Ishikawa, con un giai (una técnica ari). En esta ocasión recibió el Premio al Jugador Destacado. En el Abierto de Asia Taipei, perdió en la final contra Eimi Kaneko, de la Academia de Educación Física de las Fuerzas de Autodefensa de Japón, y terminó segunda. Se retiró del judo y se convirtió en entrenadora, pero sintió que no podía seguir entrenando a atletas mientras seguía sintiendo que no había hecho lo suficiente como atleta, así que después de sólo tres meses, dejó de ser entrenadora. Después se unió a Fighter's Flow, que dirigía Takao Ueda, un artista de artes marciales mixtas al que conocía. En ese momento, se la describía como una mujer hermosa, de cara pequeña y cuerpo musculoso, pero también lo suficientemente flexible como para realizar aperturas de piernas y equilibrios en Y. En 2017, participó en KUNOICHI, una versión femenina de SASUKE emitida en TBS, dos veces consecutivas, logrando en ambas ocasiones los mejores resultados.

## Carrera como artista marcial mixta

### Rizin / DEEP
El 3 de diciembre de 2017, en su debut en artes marciales mixtas en DEEP Deep Jewels 18, venció a Hikari (Hikari Sato, Piroctetes Niigata) con un crucifijo con brazo, y apeló después del combate para participar en Rizin. El 29 de diciembre de 2017, luchó contra Shizuka Sugiyama en el Rizin World Grand Prix 2017: 2ª Ronda y ganó por decisión 3-0.
El 10 de marzo de 2018, Kana Watanabe participó en el evento Deep Jewels 19 contra Yukari Nabe. La pelea terminó con empate. Sin embargo, el 9 de junio de 2018, tuvo una revancha en Deep Jewels 20 y ganó por decisión (mayoría). El 26 de agosto de 2018, ganó la pelea contra Asami Nakai en el evento Deep - 85 Impact por sumisión (armbar) en la Ronda 1. El 31 de diciembre de 2018, tuvo una revancha contra Shizuka Sugiyama en Rizin - Heisei's Last Yarennoka! y ganó por KO en 11 segundos del combate.
El 8 de marzo de 2019, Kana Watanabe ganó su pelea contra Soo Min Kang en Deep Jewels 23 por TKO (puñetazos) en la Ronda 1. El 21 de abril de 2019, luchó contra Justyna Haba en Rizin 15 y ganó por decisión unánime. El 22 de octubre de 2019, ganó la pelea contra Hee Eun Kang en Deep Jewels 26 por sumisión (rear-naked choke) en la Ronda 1. El 29 de diciembre de 2019, se enfrentó a Ilara Joani en "Bellator x Rizin" de Bellator Japón y ganó por TKO con montaje trasero y golpes. En una entrevista posterior a la pelea, dijo: "El próximo año, si Rizin puede hacer un cinturón de peso mosca femenino, quiero desafiar por ese cinturón, y también quiero desafiar en el extranjero". También dijo: "Quiero desafiar por el cinturón de peso mosca femenino en Rizin el próximo año, y también quiero desafiar en el extranjero".

### Bellator MMA
El 10 de diciembre de 2020, se anunció que había firmado un contrato de varios combates con Bellator MMA. El 2 de abril de 2021, hizo su debut en Estados Unidos en Bellator 255 contra la colombiana Alejandra Lara. Ganó el combate por decisión dividida. Se enfrentó a la estadounidense Liz Carmouche el 25 de junio de 2021 en Bellator 261. Perdió el combate por TKO en los primeros 35 segundos a través de una serie de golpes de pie. Fue su primera derrota en 12 peleas de carrera.
Watanabe se enfrentó a la neerlandesa Denise Kielholtz el 13 de mayo de 2022 en Bellator 281. Ganó el combate mediante una sumisión por estrangulamiento en triángulo en el segundo asalto.

## Récord en artes marciales mixtas
| Resultado | Récord | Oponente             | Método                      | Evento                                 | Fecha                   | Ronda | Tiempo | Localización |
| --------- | ------ | -------------------- | --------------------------- | -------------------------------------- | ----------------------- | ----- | ------ | ------------ |
| Derrota   | 13–1–4 | Jena Bishop          | Decisión (unánime)          | PFL 2                                  | 11 de abril de 2025     | 3     | 5:00   | Orlando      |
| Derrota   | 13–1–3 | Liz Carmouche        | Sumisión (armbar)           | PFL 4                                  | 13 de junio de 2024     | 3     | 4:52   | Uncasville   |
| Victoria  | 13–1–2 | Shanna Young         | Decisión (unánime)          | PFL 1                                  | 4 de abril de 2024      | 3     | 5:00   | San Antonio  |
| Victoria  | 12–1–2 | Veta Arteaga         | Decisión (unánime)          | Bellator MMA x Rizin 2                 | 30 de julio de 2023     | 3     | 5:00   | Saitama      |
| Derrota   | 11–1–2 | Ilima-Lei Macfarlane | Decisión (split)            | Bellator 295                           | 22 de abril de 2023     | 3     | 5:00   | Honolulu     |
| Victoria  | 11–1–1 | Denise Kielholtz     | Sumisión (triangle choke)   | Bellator 281                           | 13 de mayo de 2022      | 2     | 3:03   | Londres      |
| Derrota   | 10–1–1 | Liz Carmouche        | TKO (puñetazos)             | Bellator 261                           | 25 de junio de 2021     | 1     | 0:35   | Uncasville   |
| Victoria  | 10–0–1 | Alejandra Lara       | Decisión (split)            | Bellator 255                           | 2 de abril de 2021      | 3     | 5:00   | Uncasville   |
| Victoria  | 9–0–1  | Ilara Joanne         | TKO (puñetazos)             | Bellator 237                           | 29 de diciembre de 2019 | 3     | 4:39   | Saitama      |
| Victoria  | 8–0–1  | Hee Eun Kang         | Sumisión (rear-naked choke) | Cage Warriors 104                      | 27 de abril de 2019     | 2     | 2:06   | Tokio        |
| Victoria  | 7–0–1  | Justyna Haba         | Decisión (unánime)          | Rizin 15                               | 21 de abril de 2019     | 3     | 5:00   | Yokohama     |
| Victoria  | 6–0–1  | Soo Min Kang         | TKO (puñetazos)             | Deep Jewels 23                         | 8 de marzo de 2019      | 1     | 4:33   | Tokio        |
| Victoria  | 5–0–1  | Shizuka Sugiyama     | TKO (puñetazo)              | Rizin - Heisei's Last Yarennoka!       | 31 de diciembre de 2018 | 1     | 0:11   | Saitama      |
| Victoria  | 4–0–1  | Asami Nakai          | Sumisión (armbar)           | Deep: 85 Impact                        | 26 de agosto de 2018    | 1     | 4:20   | Tokio        |
| Victoria  | 3–0–1  | Yukari Nabe          | Decisión (mayoría)          | Deep Jewels 20                         | 9 de junio de 2018      | 3     | 5:00   | Tokio        |
| Empate    | 2–0–1  | Yukari Nabe          | Empate (mayoría)            | Deep Jewels 19                         | 10 de marzo de 2018     | 2     | 5:00   | Tokio        |
| Victoria  | 2–0    | Shizuka Sugiyama     | Decisión (unánime)          | Rizin World Grand Prix 2017: 2nd Round | 29 de diciembre de 2017 | 3     | 5:00   | Saitama      |
| Victoria  | 1–0    | Hikari Sato          | Sumisión técnica (armbar)   | Deep Jewels 18                         | 2 de diciembre de 2017  | 2     | 1:32   | Tokio        |